# Světový pohár v rychlobruslení 2003/2004
Světový pohár v rychlobruslení 2003/2004 byl 19. ročník Světového poháru v rychlobruslení. Konal se v období od 8. listopadu 2003 do 29. února 2004. Soutěž byla organizována Mezinárodní bruslařskou unií (ISU).
Nově byly do programu světového poháru zařazeny závody na 100 m, ukázkově byly na třech mítincích předvedeny i stíhací závody družstev.

## Kalendář
| Místo          | Datum                  | 100 m | 500 m | 1000 m | 1500 m | 3 km/5 km     | 5 km/10 km    | stíhací závod1 |
| -------------- | ---------------------- | ----- | ----- | ------ | ------ | ------------- | ------------- | -------------- |
| Hamar          | 8.–9. listopadu 2003   |       |       |        | 1×     | 1×            |               | 1×             |
| Erfurt         | 15.–16. listopadu 2003 |       |       |        | 1×     | 1× (jen ženy) | 1× (jen muži) |                |
| Heerenveen     | 21.–23. listopadu 2003 |       |       |        | 1×     | 1× (jen muži) | 1× (jen ženy) | 1×             |
| Calgary        | 6.–7. prosince 2003    |       | 2×    | 2×     |        |               |               |                |
| Salt Lake City | 12.–13. prosince 2003  | 1×    | 2×    | 1×     |        |               |               |                |
| Charbin        | 24.–25. ledna 2004     |       | 2×    | 2×     |        |               |               |                |
| Klobenstein    | 14.–15. února 2004     | 1×    | 2×    | 1×     |        |               |               |                |
| Inzell         | 20.–22. února 2004     |       | 2×    | 1×     | 1×     | 1×            |               | 1×             |
| Heerenveen     | 27.–29. února 2004     | 1×    | 2×    | 1×     | 1×     | 1×            | 1×            |                |

1 pouze ukázková disciplína

## Muži

### 100 m
| Místo          | 1. místo        | Čas      | 2. místo      | Čas      | 3. místo         | Čas      |
| -------------- | --------------- | -------- | ------------- | -------- | ---------------- | -------- |
| Salt Lake City | Hirojasu Šimizu | 9,43     | Mark Nielsen  | 9,46     | Džódži Kató      | 9,64     |
| Klobenstein    | Jü Feng-tchung  | 9,52     | Pekka Koskela | 9,72     | Tucker Fredricks | 9,73     |
| Heerenveen     | Jü Feng-tchung  | 9,59     | Mark Nielsen  | 9,79     | Rjohei Šimizu    | 9,92     |
|                |                 |          |               |          |                  |          |
| Celkové pořadí | Jü Feng-tchung  | 260 bodů | Mark Nielsen  | 200 bodů | Džódži Kató      | 175 bodů |

### 500 m
| Místo            | 1. místo           | Čas       | 2. místo                           | Čas      | 3. místo                        | Čas      | Příp. další česká účast      | Čas    |
| ---------------- | ------------------ | --------- | ---------------------------------- | -------- | ------------------------------- | -------- | ---------------------------- | ------ |
| Calgary 1        | Jeremy Wotherspoon | 34,37     | Gerard van Velde                   | 34,59    | Dmitrij Lobkov                  | 34,63    | —                            | —      |
| Calgary 2        | Jeremy Wotherspoon | 34,78     | Erben Wennemars                    | 34,81    | Hirojasu Šimizu                 | 34,90    | —                            | —      |
| Salt Lake City 1 | Jeremy Wotherspoon | 34,49     | Hirojasu Šimizu                    | 34,59    | Dmitrij Lobkov                  | 34,83    | —                            | —      |
| Salt Lake City 2 | Jeremy Wotherspoon | 34,45     | Dmitrij Lobkov                     | 34,51    | Hirojasu Šimizu                 | 34,61    | —                            | —      |
| Charbin 1        | Mike Ireland       | 35,28     | Jü Feng-tchung                     | 35,35    | Jeremy Wotherspoon              | 35,49    | —                            | —      |
| Charbin 2        | Mike Ireland       | 35,31     | Jeremy Wotherspoon Jü Feng-tchung  | 35,46    | —                               | —        | —                            | —      |
| Klobenstein 1    | Jeremy Wotherspoon | 34,89     | Dmitrij Lobkov                     | 35,07    | Masaaki Kobajaši                | 35,11    | —                            | —      |
| Klobenstein 2    | Masaaki Kobajaši   | 35,23     | Jeremy Wotherspoon                 | 35,30    | Rjohei Šimizu                   | 35,44    | —                            | —      |
| Inzell 1         | Gerard van Velde   | 35,61     | Dmitrij Lobkov                     | 35,63    | Mike Ireland Casey FitzRandolph | 35,82    | —                            | —      |
| Inzell 2         | Jü Feng-tchung     | 35,17     | Jeremy Wotherspoon Hirojasu Šimizu | 35,30    | —                               | —        | 23. (div. B) Miroslav Vtípil | 38,85  |
| Heerenveen 1     | Jü Feng-tchung     | 35,07     | Jeremy Wotherspoon                 | 35,13    | Dmitrij Lobkov                  | 35,14    | —                            | —      |
| Heerenveen 2     | Jeremy Wotherspoon | 34,93     | Jü Feng-tchung                     | 35,16    | Hirojasu Šimizu                 | 35,19    | —                            | —      |
|                  |                    |           |                                    |          |                                 |          |                              |        |
| Celkové pořadí   | Jeremy Wotherspoon | 1040 bodů | Dmitrij Lobkov                     | 700 bodů | Hirojasu Šimizu                 | 660 bodů | 53. Miroslav Vtípil          | 0 bodů |

### 1000 m
| Místo          | 1. místo           | Čas      | 2. místo         | Čas      | 3. místo           | Čas      | Příp. další česká účast                                 | Čas             |
| -------------- | ------------------ | -------- | ---------------- | -------- | ------------------ | -------- | ------------------------------------------------------- | --------------- |
| Calgary 1      | Erben Wennemars    | 1:07,78  | Beorn Nijenhuis  | 1:08,40  | Mike Ireland       | 1:08,56  | —                                                       | —               |
| Calgary 2      | Erben Wennemars    | 1:07,93  | Gerard van Velde | 1:08,36  | Jeremy Wotherspoon | 1:08,52  | —                                                       | —               |
| Salt Lake City | Erben Wennemars    | 1:07,63  | Gerard van Velde | 1:08,36  | Beorn Nijenhuis    | 1:08,37  | —                                                       | —               |
| Charbin 1      | Erben Wennemars    | 1:10,09  | Gerard van Velde | 1:10,39  | Kip Carpenter      | 1:10,60  | —                                                       | —               |
| Charbin 2      | Gerard van Velde   | 1:09,52  | Beorn Nijenhuis  | 1:09,93  | Erben Wennemars    | 1:09,99  | —                                                       | —               |
| Klobenstein    | Jeremy Wotherspoon | 1:09,31  | Erben Wennemars  | 1:09,89  | Kip Carpenter      | 1:09,98  | —                                                       | —               |
| Inzell         | Takaharu Nakadžima | 1:10,77  | Erben Wennemars  | 1:10,87  | Beorn Nijenhuis    | 1:11,01  | —                                                       | —               |
| Heerenveen     | Jan Bos            | 1:09,21  | Erben Wennemars  | 1:09,70  | Gerard van Velde   | 1:09,80  | 26. (div. B) Miroslav Vtípil 31. (div. B) Tomáš Ptáčník | 1:16,53 1:18,77 |
|                |                    |          |                  |          |                    |          |                                                         |                 |
| Celkové pořadí | Erben Wennemars    | 710 bodů | Gerard van Velde | 536 bodů | Beorn Nijenhuis    | 482 bodů | 50. Miroslav Vtípil 50. Tomáš Ptáčník                   | 0 bodů          |

### 1500 m
| Místo          | 1. místo          | Čas      | 2. místo        | Čas      | 3. místo          | Čas      | Příp. další česká účast                                 | Čas             |
| -------------- | ----------------- | -------- | --------------- | -------- | ----------------- | -------- | ------------------------------------------------------- | --------------- |
| Hamar          | Erben Wennemars   | 1:47,37  | Mark Tuitert    | 1:47,55  | Derek Parra       | 1:48,80  | 54. Miroslav Vtípil                                     | 1:57,42         |
| Erfurt         | Mark Tuitert      | 1:47,24  | Erben Wennemars | 1:47,71  | Ids Postma        | 1:47,84  | —                                                       | —               |
| Heerenveen     | Jevgenij Lalenkov | 1:47,56  | Mark Tuitert    | 1:47,84  | Ids Postma        | 1:48,42  | 39. (div. B) Miroslav Vtípil                            | 1:56,76         |
| Inzell         | Mark Tuitert      | 1:47,86  | Chad Hedrick    | 1:48,31  | Enrico Fabris     | 1:48,73  | 26. (div. B) Miroslav Vtípil                            | 1:59,00         |
| Heerenveen     | Mark Tuitert      | 1:47,21  | Erben Wennemars | 1:47,69  | Jevgenij Lalenkov | 1:48,09  | 29. (div. B) Miroslav Vtípil 36. (div. B) Tomáš Ptáčník | 1:56,72 2:00,44 |
|                |                   |          |                 |          |                   |          |                                                         |                 |
| Celkové pořadí | Mark Tuitert      | 460 bodů | Erben Wennemars | 380 bodů | Jevgenij Lalenkov | 283 bodů | 47. Miroslav Vtípil 47. Tomáš Ptáčník                   | 0 bodů          |

### 5000 m/10 000 m
| Místo          | Disciplína     | 1. místo       | Čas      | 2. místo          | Čas      | 3. místo          | Čas      | Příp. další česká účast                                 | Čas             |
| -------------- | -------------- | -------------- | -------- | ----------------- | -------- | ----------------- | -------- | ------------------------------------------------------- | --------------- |
| Hamar          | 5000 m         | Bob de Jong    | 6:19,94  | Carl Verheijen    | 6:21,79  | Lasse Sætre       | 6:24,64  | 30. (div. B) Miroslav Vtípil                            | 6:58,69         |
| Erfurt         | 10 000 m       | Bob de Jong    | 13:17,63 | Jochem Uytdehaage | 13:20,67 | Carl Verheijen    | 13:22,78 | —                                                       | —               |
| Heerenveen     | 5000 m         | Bob de Jong    | 6:28,01  | Carl Verheijen    | 6:29,19  | Jochem Uytdehaage | 6:30,27  | 30. (div. B) Miroslav Vtípil                            | 6:58,06         |
| Inzell         | 5000 m         | Chad Hedrick   | 6:32,66  | Gianni Romme      | 6:32,97  | Carl Verheijen    | 6:34,27  | 25. (div. B) Miroslav Vtípil                            | 7:20,67         |
| Heerenveen 1   | 5000 m         | Carl Verheijen | 6:20,55  | Chad Hedrick      | 6:22,06  | Bob de Jong       | 6:26,20  | 26. (div. B) Miroslav Vtípil 30. (div. B) Tomáš Ptáčník | 7:02,29 7:15,65 |
| Heerenveen 2   | 10 000 m       | Bob de Jong    | 13:17,86 | Carl Verheijen    | 13:19,03 | KC Boutiette      | 13:21,06 | —                                                       | —               |
|                |                |                |          |                   |          |                   |          |                                                         |                 |
| Celkové pořadí | Celkové pořadí | Bob de Jong    | 465 bodů | Carl Verheijen    | 440 bodů | Chad Hedrick      | 307 bodů | 43. Miroslav Vtípil 43. Tomáš Ptáčník                   | 0 bodů          |

## Ženy

### 100 m
| Místo          | 1. místo        | Čas      | 2. místo        | Čas      | 3. místo    | Čas      |
| -------------- | --------------- | -------- | --------------- | -------- | ----------- | -------- |
| Salt Lake City | Sajuri Ósugaová | 10,49    | Šihomi Šinjaová | 10,54    | Wang Man-li | 10,62    |
| Klobenstein    | Šihomi Šinjaová | 10,49    | Jenny Wolfová   | 10,51    | Wang Man-li | 10,55    |
| Heerenveen     | Jenny Wolfová   | 10,42    | Šihomi Šinjaová | 10,48    | Wang Man-li | 10,59    |
|                |                 |          |                 |          |             |          |
| Celkové pořadí | Šihomi Šinjaová | 260 bodů | Jenny Wolfová   | 240 bodů | Wang Man-li | 210 bodů |

### 500 m
| Místo            | 1. místo                        | Čas      | 2. místo                        | Čas      | 3. místo                           | Čas      |
| ---------------- | ------------------------------- | -------- | ------------------------------- | -------- | ---------------------------------- | -------- |
| Calgary 1        | Šihomi Šinjaová                 | 38,07    | Anželika Kotjugová              | 38,15    | Marianne Timmerová                 | 38,21    |
| Calgary 2        | Wang Man-li                     | 38,00    | Anželika Kotjugová              | 38,07    | Šihomi Šinjaová                    | 38,08    |
| Salt Lake City 1 | Šihomi Šinjaová                 | 37,88    | Wang Man-li                     | 38,01    | Sajuri Ósugaová Marianne Timmerová | 38,10    |
| Salt Lake City 2 | Marianne Timmerová              | 38,00    | Wang Man-li                     | 38,14    | Šihomi Šinjaová                    | 38,15    |
| Charbin 1        | Wang Man-li                     | 38,76    | Žen Chuej                       | 38,87    | Marianne Timmerová                 | 39,09    |
| Charbin 2        | Marianne Timmerová              | 39,12    | Wang Man-li                     | 39,17    | Žen Chuej                          | 39,19    |
| Klobenstein 1    | Marianne Timmerová              | 38,70    | Monique Garbrechtová-Enfeldtová | 38,79    | Šihomi Šinjaová                    | 38,89    |
| Klobenstein 2    | Monique Garbrechtová-Enfeldtová | 38,86    | Tomomi Okazakiová               | 38,95    | Wang Man-li                        | 39,13    |
| Inzell 1         | Wang Man-li                     | 39,66    | Frouke Oonková                  | 39,67    | Monique Garbrechtová-Enfeldtová    | 39,83    |
| Inzell 2         | Wang Man-li                     | 38,66    | Žen Chuej                       | 38,71    | Marianne Timmerová                 | 38,99    |
| Heerenveen 1     | Anželika Kotjugová              | 38,28    | Wang Man-li                     | 38,42    | Marianne Timmerová                 | 38,67    |
| Heerenveen 2     | Wang Man-li                     | 38,24    | Anželika Kotjugová              | 38,26    | Monique Garbrechtová-Enfeldtová    | 38,63    |
|                  |                                 |          |                                 |          |                                    |          |
| Celkové pořadí   | Wang Man-li                     | 990 bodů | Marianne Timmerová              | 810 bodů | Šihomi Šinjaová                    | 558 bodů |

### 1000 m
| Místo          | 1. místo              | Čas      | 2. místo                        | Čas      | 3. místo                        | Čas      |
| -------------- | --------------------- | -------- | ------------------------------- | -------- | ------------------------------- | -------- |
| Calgary 1      | Jennifer Rodriguezová | 1:14,50  | Chiara Simionatová              | 1:15,48  | Anželika Kotjugová              | 1:15,84  |
| Calgary 2      | Jennifer Rodriguezová | 1:15,28  | Anželika Kotjugová              | 1:15,90  | Chiara Simionatová              | 1:16,17  |
| Salt Lake City | Jennifer Rodriguezová | 1:14,06  | Chiara Simionatová              | 1:15,05  | Sabine Völkerová                | 1:15,33  |
| Charbin 1      | Marianne Timmerová    | 1:17,71  | Wang Man-li                     | 1:18,40  | Monique Garbrechtová-Enfeldtová | 1:18,54  |
| Charbin 2      | Marianne Timmerová    | 1:17,49  | Monique Garbrechtová-Enfeldtová | 1:18,21  | Wang Man-li                     | 1:18,78  |
| Klobenstein    | Jennifer Rodriguezová | 1:16,96  | Marianne Timmerová              | 1:17,93  | Chris Wittyová                  | 1:17,96  |
| Inzell         | Chris Wittyová        | 1:18,60  | Jennifer Rodriguezová           | 1:18,79  | Monique Garbrechtová-Enfeldtová | 1:18,96  |
| Heerenveen     | Anželika Kotjugová    | 1:16,70  | Cindy Klassenová                | 1:16,84  | Chris Wittyová                  | 1:17,11  |
|                |                       |          |                                 |          |                                 |          |
| Celkové pořadí | Jennifer Rodriguezová | 540 bodů | Marianne Timmerová              | 526 bodů | Chiara Simionatová              | 446 bodů |

### 1500 m
| Místo          | 1. místo              | Čas      | 2. místo              | Čas      | 3. místo                                  | Čas      | Příp. další česká účast        | Čas     |
| -------------- | --------------------- | -------- | --------------------- | -------- | ----------------------------------------- | -------- | ------------------------------ | ------- |
| Hamar          | Jennifer Rodriguezová | 1:57,57  | Anni Friesingerová    | 1:58,14  | Renate Groenewoldová                      | 1:59,44  | 38. Martina Sáblíková          | 2:06,50 |
| Erfurt         | Jennifer Rodriguezová | 1:57,86  | Anni Friesingerová    | 1:58,65  | Renate Groenewoldová                      | 1:59,72  | 21. (div. B) Martina Sáblíková | 2:07,25 |
| Heerenveen     | Anni Friesingerová    | 1:58,34  | Renate Groenewoldová  | 1:58,71  | Jennifer Rodriguezová                     | 1:58,82  | 22. (div. B) Martina Sáblíková | 2:08,57 |
| Inzell         | Anni Friesingerová    | 1:58,41  | Renate Groenewoldová  | 1:58,84  | Jennifer Rodriguezová Annamarie Thomasová | 1:59,23  | —                              | —       |
| Heerenveen     | Anni Friesingerová    | 1:57,15  | Jennifer Rodriguezová | 1:57,19  | Cindy Klassenová                          | 1:57,83  | —                              | —       |
|                |                       |          |                       |          |                                           |          |                                |         |
| Celkové pořadí | Anni Friesingerová    | 460 bodů | Jennifer Rodriguezová | 420 bodů | Renate Groenewoldová                      | 336 bodů | 43. Martina Sáblíková          | 0 bodů  |

### 3000 m/5000 m
| Místo          | Disciplína     | 1. místo             | Čas      | 2. místo                       | Čas      | 3. místo                       | Čas      | Příp. další česká účast        | Čas     |
| -------------- | -------------- | -------------------- | -------- | ------------------------------ | -------- | ------------------------------ | -------- | ------------------------------ | ------- |
| Hamar          | 3000 m         | Anni Friesingerová   | 4:07,31  | Claudia Pechsteinová           | 4:08,06  | Renate Groenewoldová           | 4:08,39  | 11. (div. B) Martina Sáblíková | 4:20,48 |
| Erfurt         | 3000 m         | Anni Friesingerová   | 4:06,33  | Renate Groenewoldová           | 4:06,43  | Claudia Pechsteinová           | 4:08,10  | 4. (div. B) Martina Sáblíková  | 4:19,32 |
| Heerenveen     | 5000 m         | Gretha Smitová       | 7:05,11  | Claudia Pechsteinová           | 7:05,77  | Gunda Niemannová-Stirnemannová | 7:06,90  | 2. (div. B) Martina Sáblíková  | 7:22,98 |
| Inzell         | 3000 m         | Renate Groenewoldová | 4:10,06  | Claudia Pechsteinová           | 4:10,77  | Gretha Smitová                 | 4:11,26  | —                              | —       |
| Heerenveen 1   | 3000 m         | Claudia Pechsteinová | 4:03,46  | Anni Friesingerová             | 4:07,04  | Gretha Smitová                 | 4:07,70  | 18. Martina Sáblíková          | 4:17,23 |
| Heerenveen 2   | 5000 m         | Claudia Pechsteinová | 7:01,66  | Gunda Niemannová-Stirnemannová | 7:04,73  | Gretha Smitová                 | 7:05,70  | 3. (div. B) Martina Sáblíková  | 7:17,98 |
|                |                |                      |          |                                |          |                                |          |                                |         |
| Celkové pořadí | Celkové pořadí | Claudia Pechsteinová | 460 bodů | Renate Groenewoldová           | 400 bodů | Anni Friesingerová             | 390 bodů | 22. Martina Sáblíková          | 43 bodů |